# Szklarska Poręba Huta
Szklarska Poręba Huta – stacja kolejowa w Szklarskiej Porębie, w województwie dolnośląskim. Została oddana do użytku 30 czerwca 1902 roku z myślą o obsłudze ruchu zarówno pasażerskiego jak i towarowego. Zlokalizowana w pobliżu Huta Julia a także wywózka drewna sprawiła, że stację wyposażono w bogatą infrastrukturę kolejową (dodatkowe tory, rampę i place załadunkowe oraz obrotnicę). Od 1923 stacja wraz z całą linią była zelektryfikowana aż do 1945 kiedy to Armia Czerwona zdemontowała przewody trakcyjne i wywiozła do ZSRR. W 1948 nastąpiła zmiana nazwy Jóźwin na obecną. W związku z bliskością pasa granicznego ruch pasażerski odbywał się do 1958 tylko dla okolicznych mieszkańców i pracowników, a pod koniec lat 70 zamknięto ją również dla ruchu towarowego. W okresie od sierpnia 2009 do maja 2010 przeprowadzono remont w ramach rewitalizacji linii kolejowej Jelenia Góra – Harrachov.

## Ruch pasażerski
| Rok  | Wymiana pasażerska na dobę |
| ---- | -------------------------- |
| 2017 | 0-9                        |
| 2022 | 10-19                      |